# Cardellina
Cardellina – rodzaj ptaków z rodziny lasówek (Parulidae).

## Występowanie
Rodzaj obejmuje gatunki występujące w Ameryce Północnej (z Centralną włącznie).

## Morfologia
Długość ciała 12–14 cm, masa ciała 5,4–13,5 g.

## Systematyka

### Etymologia
Nazwa rodzajowa pochodzi od słowa cardellina oznaczającego w nowoczesnej łacinie „małego szczygła” (zdrobnienie włoskiego Cardella – „szczygieł” (łacińskie cardella lub cardellus – „szczygieł”)).

### Gatunek typowy
Cardellina amicta Du Bus = Muscicapa rubrifrons Giraud

### Podział systematyczny
Do rodzaju należą następujące gatunki:
- Cardellina canadensis (Linnaeus, 1766) – wilsonka kanadyjska
- Cardellina pusilla (A. Wilson, 1811) – wilsonka mała
- Cardellina rubrifrons (Giraud, 1841) – szczygłówka
- Cardellina rubra (Swainson, 1827) – pąsówka białoucha
- Cardellina versicolor Salvin, 1863 – pąsówka różowogłowa